# Distretto di Lindenthal
Il distretto di Lindenthal è il terzo distretto urbano (Stadtbezirk) di Colonia.

## Suddivisione amministrativa
Il distretto urbano di Lindenthal è diviso in 16 quartieri (Stadtteil):
| #                                                 | Quartiere   | Popolazione (2009) | Superficie (km²) | Densità | mappa                   |
| ------------------------------------------------- | ----------- | ------------------ | ---------------- | ------- | ----------------------- |
| 301                                               | Klettenberg | 10219              | 1.80             | 5684    | Quartieri di Lindenthal |
| 302                                               | Sülz        | 35342              | 5.17             | 6831    | Quartieri di Lindenthal |
| 303                                               | Lindenthal  | 29150              | 7.70             | 3770    | Quartieri di Lindenthal |
| 304                                               | Braunsfeld  | 10381              | 1.67             | 6205    | Quartieri di Lindenthal |
| 305                                               | Müngersdorf | 7914               | 5.10             | 1552    | Quartieri di Lindenthal |
| 306                                               | Junkersdorf | 12597              | 7.38             | 1707    | Quartieri di Lindenthal |
| 307                                               | Weiden      | 16386              | 3.65             | 4484    | Quartieri di Lindenthal |
| 308                                               | Lövenich    | 8414               | 3.71             | 2268    | Quartieri di Lindenthal |
| 309                                               | Widdersdorf | 7467               | 5.59             | 1336    | Quartieri di Lindenthal |
| source: Die Kölner Stadtteile in Zahlen 2010 (DE) |             |                    |                  |         |                         |